# Stefan Łukaszewski
Stefan Łukaszewski (ur. 23 sierpnia 1918 w Homlu, zm. 31 marca 2002 w Warszawie) – polski malarz, grafik, rytownik i rzeźbiarz.

## Życiorys
Edukację artystyczną rozpoczął w latach 1934–1935 na Kursie Modelowania i Rysunku przy Muzeum Rzemiosł i Sztuki Stosowanej w Warszawie. Następnie w okresie 1936–1939 kształcił się na Wydziale Grafiki w Państwowym Instytucie Sztuk Plastycznych w Poznaniu.

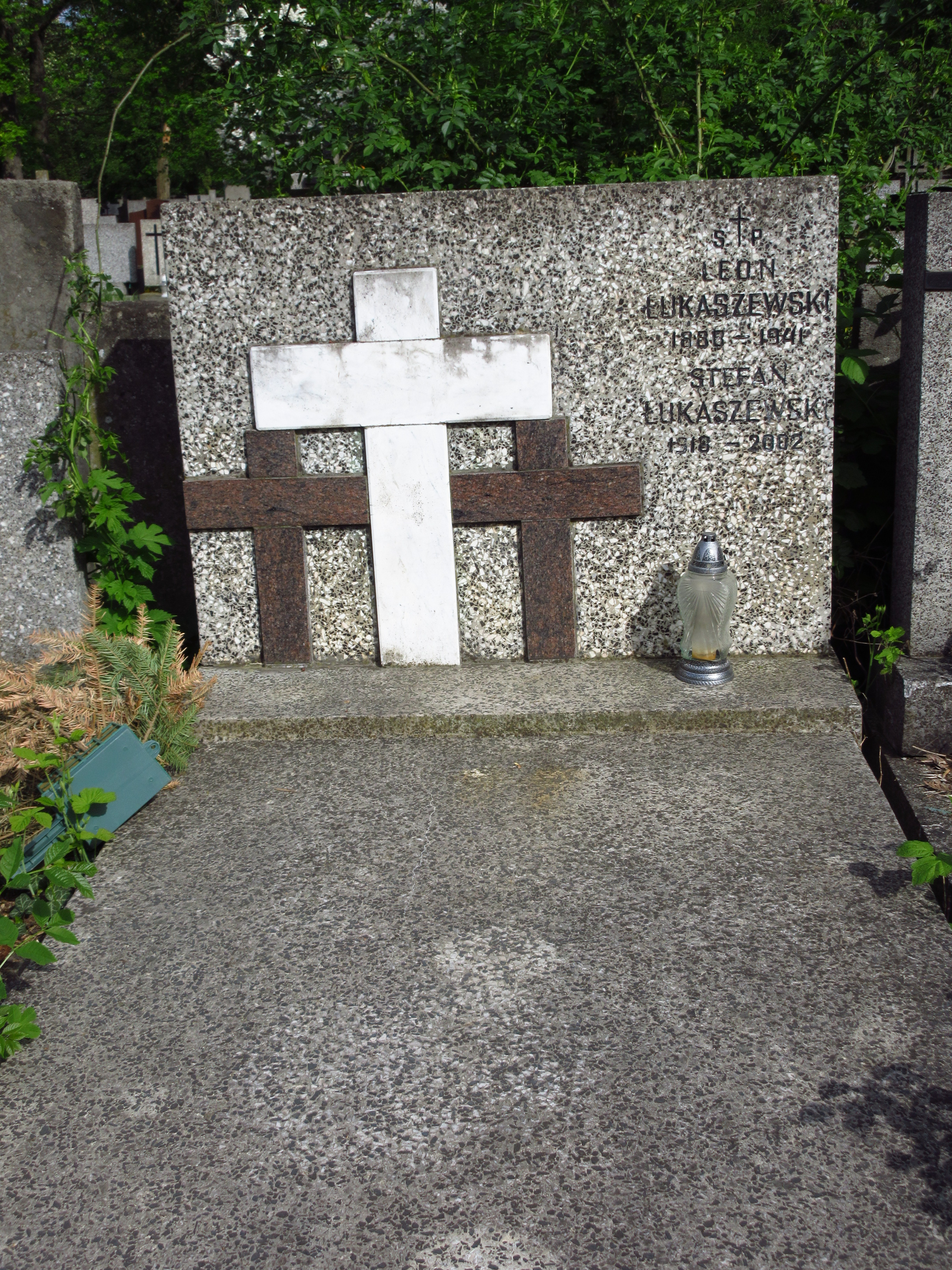
Grób Stefana Łukaszewskiego na Cmentarzu Bródnowskim.

Zajmował się przede wszystkim grafiką warsztatową i użytkową – ilustratorstwem, projektowaniem kartek i znaczków pocztowych, medali, banknotów – a ponadto rzeźbą oraz malarstwem. Był autorem lub rytownikiem ok. 80. znaczków, wyemitowanych przez Pocztę Polską. W 1952 zaprojektowany przez niego znaczek o nominale 90 gr z serii Święto lotnictwa, przedstawiający spadochroniarzy, uhonorowano złotym medalem, przyznanym Poczcie Polskiej przez Włoski Komitet Olimpijski za najładniejszy znaczek pocztowy o tematyce lotniczo–sportowej. Natomiast w 1958 wykonał staloryt największego z polskich znaczków pocztowych, pochodzący z wydanej w 1960 serii Ołtarz Wita Stwosza. Znaczek ukazuje Zaśnięcie Marii Panny – główną, usytuowaną w środkowej szafie, scenę ołtarza z kościoła Mariackiego w Krakowie.
Jego prace były prezentowana na wielu wystawach w kraju i za granicą. Pochowany na cmentarzu Bródnowskim w Warszawie (kwatera 26H-6-26).

## Wybrana twórczość

### Grafika
- Bogusław Brandt i Stefan Łukaszewski w jego pracowni, 1948
- Barbakan – Warszawa – Ex Libris
- W Gorcach
- Kościółek na Obidowej, 1955
- Tryptyk zbójnicki, 1962
- Ondraszek (cykl), 1963–1964

### Rzeźba
- Światowid, 1965

### Znaczki pocztowe
- Kongres Jedności Ruchu Ludowego (seria, ryt.), 1949
- Adam Mickiewicz – Fryderyk Chopin – Juliusz Słowacki (seria, ryt. nr 506), 1949
- Bolesław Bierut (seria, ryt.), 1950
- Kongres Ligi Kobiet w Warszawie (ryt. nr kat. 546), 1951
- I Kongres Nauki Polskiej (seria, nr kat. 557), 1951
- Feliks Dzierżyński (ryt. nr kat. 562), 1951
- Miesiąc pogłębiania przyjaźni polsko-radzieckiej (seria), 1951
- Święto 1 Maja (seria), 1952
- Hugo Kołłątaj 1750-1812 (seria), 1952
- Dzień Stoczniowca (seria, nr kat. 617), 1952
- Zlot Młodych Przodowników Budowniczych Polski Ludowej (seria, ryt. nr kat. 619, 621), 1952
- Święto lotnictwa (seria, nr kat. 634), 1952
- Budowle Warszawy (seria, ryt. nr kat. 686), 1953
- Mikołaj Kopernik (seria, ryt. nr kat. 688), 1953
- Uzdrowiska (seria, nry kat. 691–692), 1953
- Międzynarodowy Dzień Kobiet (seria, nr kat. 701), 1954
- 500–lecie powrotu Pomorza (seria, ryt. nr kat. 735), 1954
- 160 rocznica powstania kościuszkowskiego (seria, nr kat. 740), 1954
- 10-lecie PRL (seria, ryt. nry kat. 747, 752I), 1954
- Pomniki Warszawy (seria, ryt. nry kat. 762, 766), 1955
- Zwierzęta chronione (dwie serie, ryt. nry kat. 744 A i B), 1956
- Statki polskie (seria), 1956
- Międzynarodowy Tydzień Muzealny (seria, ryt. nr kat. 838), 1956
- XVI Igrzyska Olimpijskie Melbourne 1956 (seria, ryt. nr kat. 844), 1956
- Medycyna polska (seria, ryt. nr kat. 869), 1957
- Wydanie na przesyłki lotnicze (dwie serie, ryt. nry kat. 890, 937), 1957–1958
- 100. rocznica urodzin Józefa Conrada – Korzeniowskiego (seria), 1957
- Wystawa „400 lat Poczty Polskiej” • Warszawa (seria, ryt. nr kat. 927), 1958
- Malarstwo polskie (seria, ryt. nr kat. 960), 1959
- Wielcy uczeni (seria, ryt. nr kat. 993), 1959
- Polskie stroje ludowe (cztery serie, nry kat. 994 A i B–995 A i B, 1014 A i B–1015 A i B), 1959–1960
- 550 rocznica bitwy pod Grunwaldem (seria, ryt. nr kat. 1031), 1960
- Ołtarz Wita Stwosza (seria, ryt. nr kat. 1041), 1960
- Historyczne miasta polski (seria, ryt. nry kat. 1044, 1053, 1060), 1960
- Wielcy Polacy (dwie serie, ryt. nr kat. 1089, 1164), 1961–1962
- Polskie Ziemie Zachodnie (seria, ryt. nr kat. 1105), 1961